# Liste der Stolpersteine in der Gespanschaft Koprivnica-Križevci

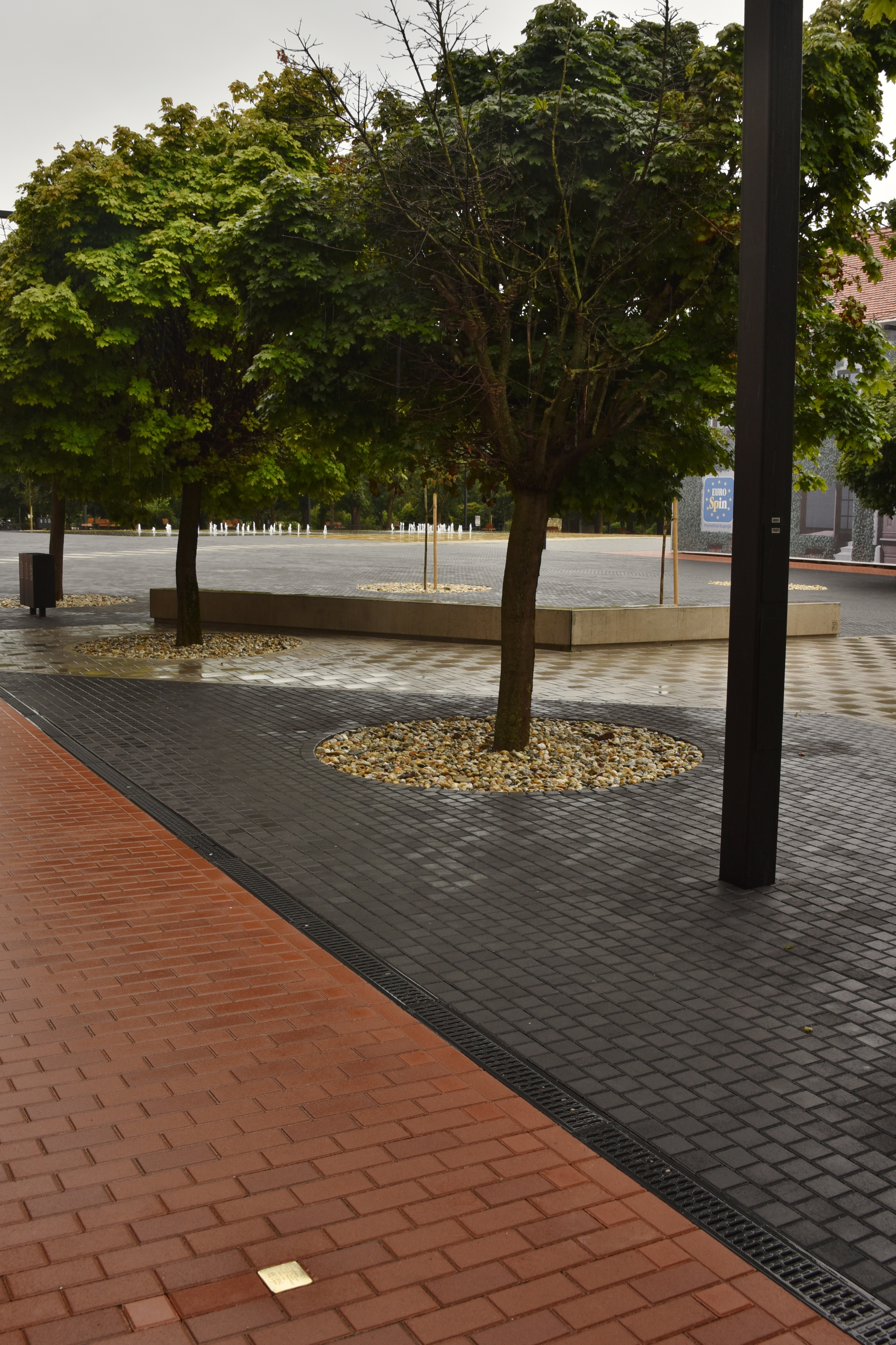
Stolperstein in Koprivnica

Die Liste der Stolpersteine in der Gespanschaft Koprivnica-Križevci enthält die Stolpersteine, die vom Kölner Künstler Gunter Demnig in der Gespanschaft Koprivnica-Križevci, einer Gespanschaft im Norden Kroatiens, verlegt wurden. Stolpersteine erinnern an das Schicksal der Menschen, die von den Nationalsozialisten ermordet, deportiert, vertrieben oder in den Suizid getrieben wurden. Stolpersteine liegen im Regelfall vor dem letzten selbstgewählten Wohnsitz des Opfers. Der Name der Stolpersteine lautet auf Kroatisch: Kamen spoticanja.

## Verlegte Stolpersteine

### Koprivnica
In Koprivnica wurde ein Stolperstein verlegt.
| Stolperstein | Übersetzung                                                                                   | Verlegeort                                | Name, Leben |
| ------------ | --------------------------------------------------------------------------------------------- | ----------------------------------------- | --- |
|              | HIER WOHNTE DAVID LÖWY GEB. 1872 INTERNIERT 23.7.1941 KZ DANICA ERMORDET 15.10.1941 JASENOVAC | Trg bana Josipa Jelačića 14/15 Koprivnica | David Löwy wurde 1872 in Koprivnica geboren. 1908 errichtete er im Zentrum der Stadt ein einstöckiges Wohn- und Geschäftshaus, in welchem er ein Geschäft für Glas, Porzellan, technische Geräte und Radios betrieb. In den 1920er Jahren war Löwy Stadtrat und im Jahr 1925 Bürgermeisterkandidat. Gemeinsam mit 354 weiteren Juden, darunter 51 Kindern, wurde David Löwy in der Kristallnacht von Koprivnica vom 22. bis 23. Juli 1941 verhaftet und in das KZ Danica deportiert und von dort in das KZ Jasenovac überstellt. David Löwy wurde dort am 15. Oktober 1941 ermordet. Seine Frau Jelka wurde durch die Ustascha im KZ Gornja Rijeka interniert, von dort gelang ihr 1943 die Flucht. Der gemeinsame Sohn, der Architekt Slavko Löwy konnte sich versteckt halten und ebenfalls überleben. Der Stolperstein zu seinem Gedenken wurde von der Stadt Koprivnica, dem Zentrum zur Förderung der Toleranz und der Bewahrung des Holocaust-Gedenkens, der Jüdischen Gemeinde Koprivnica und dem Museum der Stadt Koprivnica verlegt. |

### Križevci
In Križevci wurde ein Stolperstein verlegt.
| Stolperstein | Übersetzung | Verlegeort                   | Name, Leben |
| ------------ | --- | ---------------------------- | --- |
|              | HIER ARBEITETE MILAN MARGULIT GEBOREN 1897 1941 VERHAFTET UND INTERNIERT DANICA DEPORTIERT STARA GRADIŠKA GETÖTET 1942 | Trg Antun Nemčića 7 Križevci | Milan Margulit wurde 1897 geboren. Sein Vater hieß Alexander. In den Zwischenkriegsjahren arbeitete er als Apotheker, seine Apotheke befand sich am Trg Antun Nemčića 7. Von 1933 bis 1934 war Margulit Bürgermeister von Križevci. Er wurde 1941 verhaftet und vorübergehend im KZ Danica interniert. In der Folge wurde er in das KZ Stara Gradiška überstellt. Milan Margulit wurde dort 1942 umgebracht. Der Todestag ist unbekannt. |

## Verlegedatum

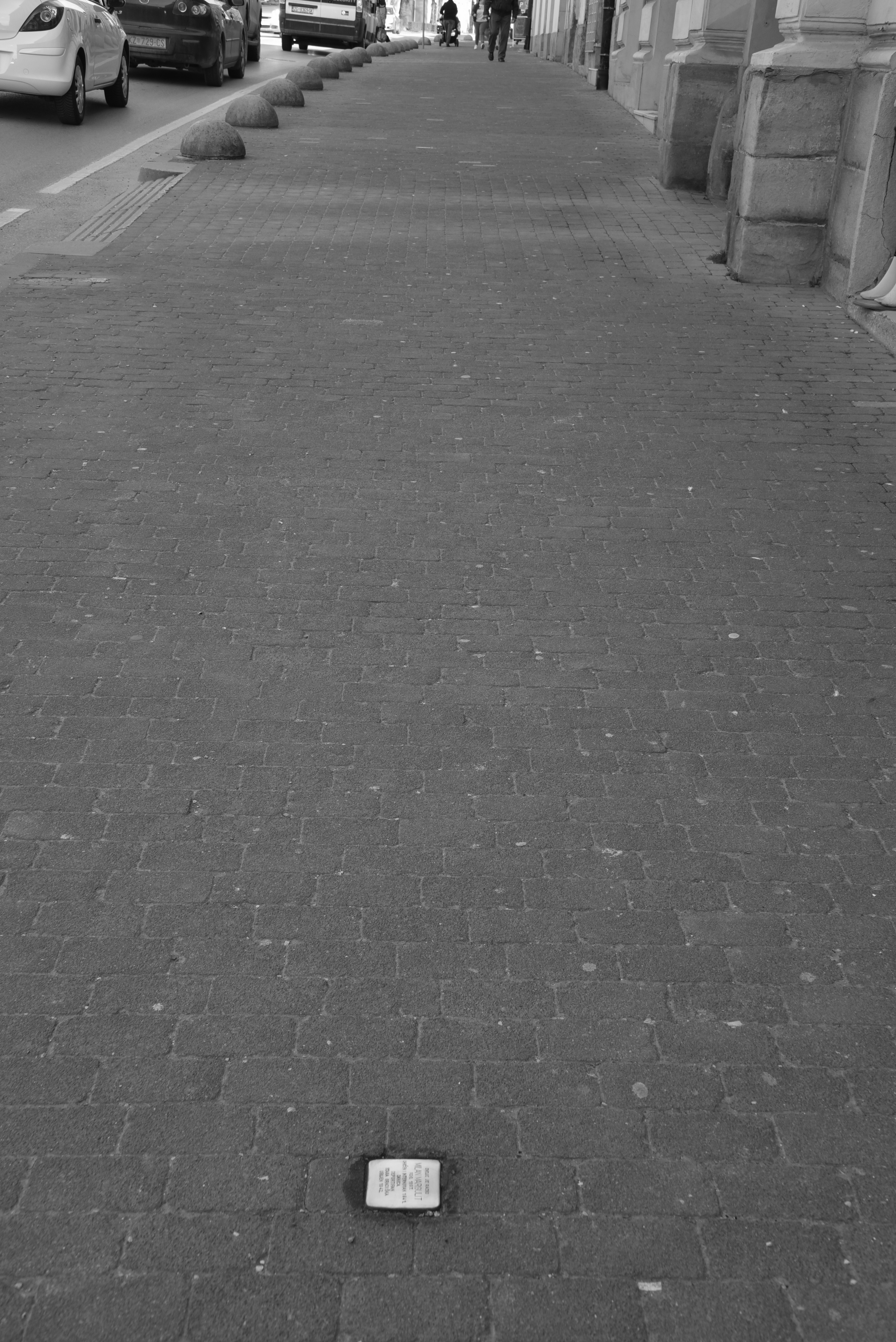
Stolperstein in Križevci

- 22. Januar 2022: Križevci
- 23. Juli 2023: Koprivnica